# Bình Dương
Bình Dương ist eine  Provinz (tỉnh) von Vietnam. Sie liegt im Süden des Landes in der Region Südosten.

## Bevölkerung
Dank der Nähe zu Ho-Chi-Minh-Stadt hat die Provinz ein starkes Bevölkerungswachstum.
| Jahr | Einwohnerzahl |
| ---- | ------------- |
| 1999 | 716.661       |
| 2009 | 1.481.550     |
| 2019 | 2.426.561     |

## Geographie
Die Provinz Bình Dương ist relativ flach und wird von den Flüssen Saigon, Đồng Nai und Bé durchflossen.

## Wirtschaft
Bình Dương lebt von der Landwirtschaft und die Gebiete der Provinz gelten als gutes Ackerland. Nike, Adidas, H&M und McDonald’s besitzen Fabriken in der Provinz. In der Provinz ist die 2008 gegründete staatliche Vietnamesisch-Deutsche Universität angesiedelt.

## Bezirke
Bình Dương gliedert sich in 9 Bezirke:
- 4 Landkreise (huyện): Bàu Bàng, Bắc Tân Uyên, Dầu Tiếng und Phú Giáo
- 4 Städte auf Bezirksebene (thị xã): Bến Cát, Dĩ An, Thuận An und Tân Uyên
- 1 Provinzstadt (thành phố trực thuộc tỉnh): Thủ Dầu Một (Hauptstadt)

Unter der Bezeichnung Thành phố mới Bình Dương (Bình Dương New City) wird derzeit eine neue Provinzhauptstadt als Planstadt errichtet.